# Гианьяр (округ)
Гианьяр (индон. Gianyar) — округ в провинции Бали, Индонезия. Административный центр — Гианьяр. В его состав входит территория одноимённого княжества, существовавшего на Бали с начала XVIII до начала XX века.
В округе расположено поселение Убуд — центр художественных промыслов.

## Административное деление и демография
Округ делится на 7 районов:
| Название     | Население, чел. (2010) |
| ------------ | ---------------------- |
| Сукавати     | 110 429                |
| Блахбатух    | 65 875                 |
| Гианьяр      | 86 843                 |
| Тампаксиринг | 45 818                 |
| Убуд         | 69 323                 |
| Тегаллаланг  | 50 325                 |
| Паянган      | 41 164                 |

97,8% населения исповедуют индуизм.

## Достопримечательности
- Поселение Убуд
- Балийский парк птиц
- Пляж Керамас с чёрным песком, на котором с 2013 года проходят соревнования чемпионата мира по сёрфингу.
- Рынок в Сукавати
- Обезьяний лес в Убуд
- Гора Кави